# Verveghiu, Sălaj
Verveghiu (în maghiară Vérvölgy, în trad. "Valea Sângelui") este un sat în comuna Dobrin din județul Sălaj, Transilvania, România. Atestat documentar încă din anul 1334 poss. Verulog.
 Acest articol despre o localitate din județul Sălaj este deocamdată un ciot. Puteți ajuta Wikipedia prin completarea lui.

1. ↑  Pop, Florica (2020). DOBRIN NUME de LEGENDĂ. SILVANIA. p. 23.